# Kinmundy
La ville de Kinmundy est située dans le comté de Marion, dans l’État de l’Illinois, aux États-Unis. Sa population s’élevait à 796 habitants lors du recensement de 2010, estimée à 769 habitants en 2016.

## Histoire
Il semble que Kinmundy ait été nommée d’après un lieu situé en Écosse,.

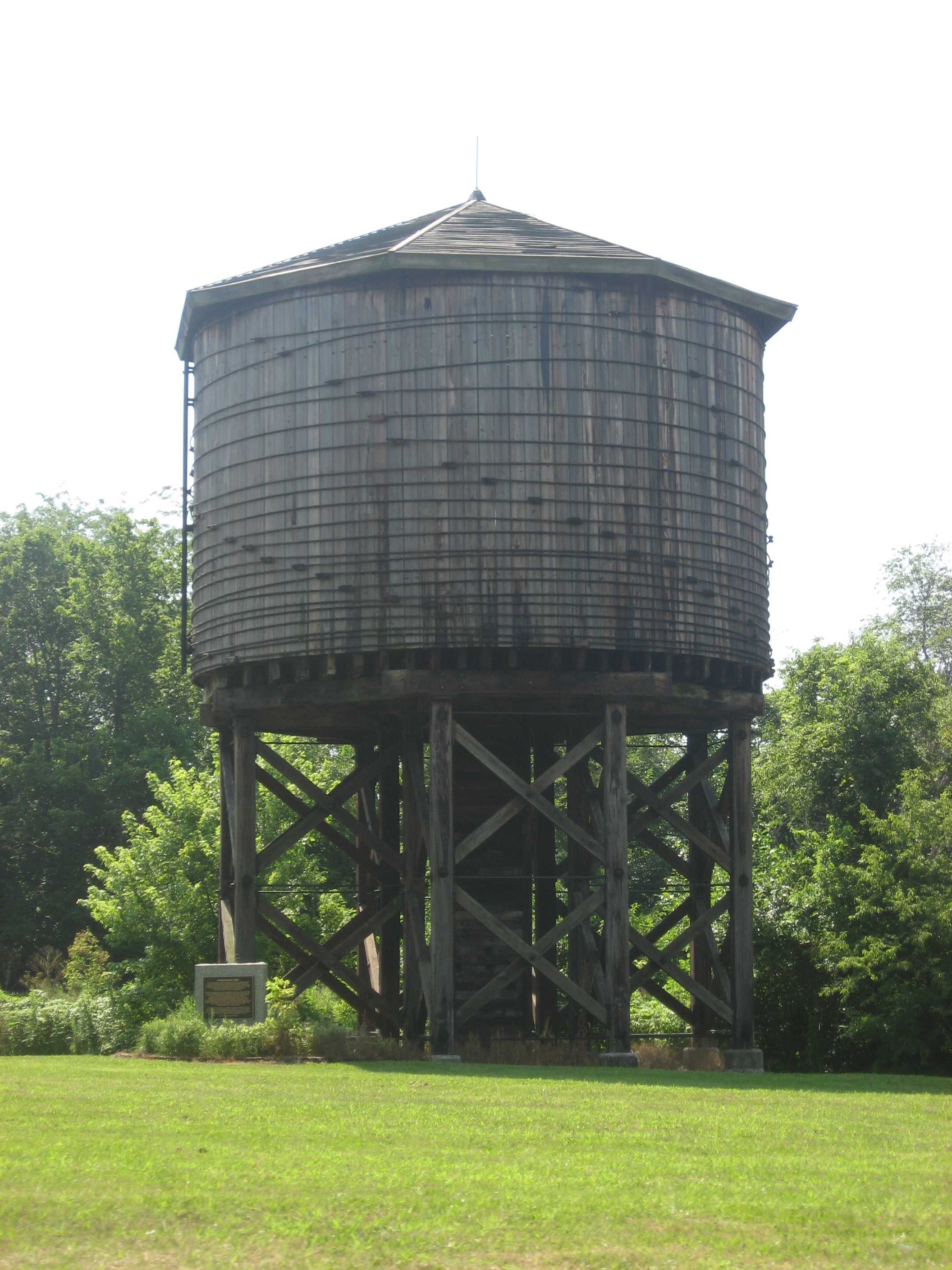
Château d'eau historique de l'Illinois Central Railroad, construit en 1885.

## Source
- (en) Cet article est partiellement ou en totalité issu de l’article de Wikipédia en anglais intitulé « Kinmundy, Illinois » (voir la liste des auteurs).

1. ↑  Gannett, Henry, The Origin of Certain Place Names in the United States, Govt. Print. Off., 1905, 176 p. (lire en ligne)
2. ↑  Illinois Central Magazine, Illinois Central Railroad Company, 1922 (lire en ligne), p. 46.